# Капустян Олексій Віталійович
Олексі́й Віта́лійович Капустя́н (1993—2019) — сержант Збройних сил України, учасник російсько-української війни.

## З життєпису
Народився 1993 року в місті Рівне. Мешкав в селі Кринички (Гощанський район) — у шкільні роки переїхав з родиною до села. Навчався в Тучинській спеціальній ЗОШ-інтернаті. Строкову службу проходив у внутрішніх військах МВС в Маріуполі протягом 2012—2013 років. Закінчив училище та здобув будівельну спеціальність.
2014 року з початком війни добровольцем пішов на фронт — у складі 2-го батальйону територіальної оборони «Горинь». Брав участь у боях за Іловайськ. Надалі проходив службу у му окремому мотопіхотному батальйоні «Горинь» 30-ї бригади. З 2016-го — в 130-му окремому розвідувальному батальйоні. Протягом 14 листопада 2018 року — 9 серпня 2019 року — у 24-й бригаді; на посаді головного сержанта 2-го взводу 1-ї роти. Брав увасть у боях на Світлодарській дузі, поблизу Мар'їнки. 8 листопада 2019-го підписав новий контракт — у 10-ій бригаді, щоби залишитися на передовій; сержант, командир відділення протитанкового взводу роти вогневої підтримки. Здійснював виконання завдань у Приазов'ї.
29 листопада 2019 року у передвечірню пору загинув під час обстрілу позиції поблизу села Водяне (Волноваський район) з напряму окупованої Ужівки — від кульового поранення грудної клітки в ділянку серця. Олексій був старшим на позиції; з початком ворожого кулеметного обстрілу відкрив вогонь у відповідь, але зазнав ураження кулею снайпера (влучила вище й лівіше від пластини бронежилету).
Проводжали в останню путь у Криничках, прийшли прощатися й жителі сусідніх Річиці та Юрчина. Прощання відбулося і у Тучині, де похований 2 грудня 2019 року; перехожі стояли на колінах.
Без Олексія лишились мама, брат, сестра та донька 2016 р.н.

## Нагороди та вшанування
- Указом Президента України № 131/2020 від 7 квітня 2020 року за «самовіддане служіння Українському народові, особисту мужність, виявлену у захисті державного суверенітету та територіальної цілісності України» нагороджений орденом За мужність III ступеня (посмертно)[2]
- нагрудним знаком «За зразкову службу» 2-го ступеня, 23.08.2013
- нагрудним знаком «Золотий хрест учасника АТО», 2.02.2016
- медаль «За оборону Рідної Держави», 6.12.2015
- нагрудний знак «Батальйон Горинь», 6.12.2015.